# 宽翅弯蕊芥
宽翅弯蕊芥（学名：Loxostemon delavayi）为十字花科弯蕊芥属的植物，是中国的特有植物。分布在中国大陆的云南、四川等地，生长于海拔2,300米至4,000米的地区，见于山坡沟边、河谷流石滩以及石缝中，目前尚未由人工引种栽培。